# Club Juan Aurich
Il Club Juan Aurich, meglio noto come Juan Aurich, è una società calcistica peruviana, con sede nella città di Chiclayo. Milita nella Liga 3, la terza divisione del campionato peruviano di calcio.

## Storia
Fondato il 3 settembre 1922 da un gruppo di operai, come dopolavoro, prese il nome del direttore dell'azienda per cui lavorano. Vince il primo titolo della sua storia nel 2011, il Campeonato Descentralizado peruviano, nella finale contro l'Alianza Lima.
Tra i suoi tifosi c'era Robert Francis Prevost, divenuto il 267° Papa della Chiesa Cattolica l'8 maggio 2025 con l'appellativo di Leone XIV, che trasformò il trionfo sportivo in un evento liturgico. Oltre 500mila persone festeggiarono in piazza, davanti alla cattedrale. don Robert uscì, benedì la coppa e una città intera .

## Palmarès

### Competizioni nazionali
- Campionato peruviano: 1

2011
- Copa Perú: 2

1997, 2007

### Competizioni regionali
- Lega dipartimentale di Lambayeque: 4

1966, 1986, 1997, 2007

### Altri piazzamenti
- Campionato peruviano:

Secondo posto: 1968, 2014
Terzo posto: 1976, 1979, 1982, 2009
- Segunda División:

Secondo posto: 2020
Terzo posto: 2019

## Organico

### Rosa 2011
Aggiornata al 4 agosto 2011. Willy Rivas mancante
| N. |                     | Ruolo | Calciatore           |
| -- | ------------------- | ----- | -------------------- |
| 1  | Perù (bandiera)     | P     | Diego Penny          |
| 3  | Paraguay (bandiera) | D     | Edgar Balbuena       |
| 4  | Perù (bandiera)     | D     | Mario Sergio Ramírez |
| 5  | Perù (bandiera)     | C     | Gustavo Aliaga       |
| 6  | Perù (bandiera)     | C     | Alfredo Rojas        |
| 7  | Perù (bandiera)     | C     | Renzo Sheput         |
| 8  | Perù (bandiera)     | A     | Pedro Ascoy          |
| 9  | Panama (bandiera)   | A     | Luis Tejada          |
| 10 | Colombia (bandiera) | C     | Ricardo Ciciliano    |
| 11 | Perù (bandiera)     | A     | Ysrael Zúñiga        |
| 12 | Perù (bandiera)     | P     | Ignacio Drago        |
| 13 | Perù (bandiera)     | D     | Diego Minaya         |
| 14 | Perù (bandiera)     | A     | Osnar Noronha        |
| 15 | Perù (bandiera)     | D     | Renato Zapata        |
| 16 | Perù (bandiera)     | D     | Luis Guadalupe       |

| N. |                 | Ruolo | Calciatore           |
| -- | --------------- | ----- | -------------------- |
| 17 | Perù (bandiera) | D     | Jhoel Herrera        |
| 18 | Perù (bandiera) | D     | Jesús Álvarez        |
| 19 | Perù (bandiera) | D     | Roberto Guizasola    |
| 20 | Perù (bandiera) | D     | Nelinho Quina        |
| 21 | Perù (bandiera) | P     | Paul Pantoja         |
| 22 | Perù (bandiera) | C     | William Chiroque     |
| 23 | Perù (bandiera) | C     | Jorge Molina         |
| 24 | Perù (bandiera) | C     | Miguel Otero         |
| 25 | Perù (bandiera) | C     | Eduardo Uribe        |
| 29 | Perù (bandiera) | A     | Mauricio Montes      |
| 30 | Perù (bandiera) | C     | Anderson Cueto       |
|    | Perù (bandiera) | P     | Jefferson Romucho    |
|    | Perù (bandiera) | D     | Mauricio López       |
|    | Perù (bandiera) | C     | Juan Carlos Catacora |
|    | Perù (bandiera) | C     | Roberto Merino       |